# Due rose
Due rose è un singolo del gruppo musicale italiano Tiromancino, pubblicato il 14 aprile 2023 in collaborazione con la cantante italiana Enula.

## Descrizione
I cantanti hanno affermato a proposito del brano:

## Video musicale
Il video, diretto da Federico Zampaglione, è stato pubblicato in concomitanza del lancio del singolo sul canale YouTube del gruppo ed ha avuto come location il Bosco della Certosa di Trisulti e la Casa di Lago Canterno in provincia di Frosinone.

## Tracce
Testi e musiche di Federico Zampaglione, Michele Canova, Enula, Vincenzo Colella, Alessio Nelli e Leonardo Zaccaria..
1. Due rose – 3:04